# Dentachipteria ringwoodensis
Dentachipteria ringwoodensis är en kvalsterart som beskrevs av Nevin 1974. Dentachipteria ringwoodensis ingår i släktet Dentachipteria och familjen Achipteriidae. Inga underarter finns listade i Catalogue of Life.